# Noel Sanvicente
Noel Sanvicente Bethelmy (Ciudad Guayana, 21 dicembre 1964) è un allenatore di calcio ed ex calciatore venezuelano, di ruolo attaccante, tecnico del Caracas.

## Palmarès

### Giocatore
- Primera División: 6

Maritimo de V.: 1986-1987, 1987-1988, 1989-1990, 1992-1993
Minervén Bolívar: 1994-1995, 1995-1996

### Allenatore
- Primera División: 7

Caracas: 2002-2003, 2003-2004, 2005-2006, 2006-2007, 2008-2009
Zamora: 2012-2013, 2013-2014
- Copa Venezuela: 1

Caracas: 2009